# 涩谷天马
涩谷天马（1969年1月13日—），是一名目前活跃在中国和日本的日本艺术家和演員。

## 出演

### 电影
- 《蘭心大劇院》 未上映	饰演 細田中尉 	婁燁
- 《十三獵殺》   （2020年）	饰演 石原廣一郎，反一號
- 《十四大盜》	（2017年）	加藤英雄
- 《給個理由先2，3》 （2016年） 饰演 種老闆，清朝女人
- 《晚風 》  （2015年） 	饰演 辻政信， 男一號
- 《KANO（台灣）》（2014年）饰演 市民代表，友情出演 	魏德聖監製，馬志翔導演
- 《小小飛虎隊》 （2013年） 饰演	岡村，反一號	錢曉鴻
- 《咆哮無聲》	（2012年） 饰演	中村一郎，男二號	蕭峰導演
- 《金陵十三釵》   （2012年）饰演  日軍高官	張藝謀導演
- 《成成烽火絕殺》（2011年）高橋，友情出演 	李才
- 《大轟炸》（中美韓合拍3D大片）（2018年） 	零式戰鬥機 王牌飛行員 佐藤（聯合主演）
- 《神鹤》（2010年）饰演 吉田
- 《铁血江桥》（2010年）饰演 石原莞尔
- 《喋血孤城》 （2010年）饰演 伊藤三郎
- 《额尔古纳河右岸》（2009年）饰演 铃木秀男
- 《葉問》（2008年）饰演 佐藤上校
- 《斗牛》（2009年）饰演 寺田队长
- 《飞虎队谍战》（2008年）饰演 熊本特种部队队长
- 《不文大捜査》
- 《荒ぶる魂たち》
- 《APPLESEED》
- 《サディスティックソング》
- 《元気の神様》
- 《まむしの兄弟》
- 《ミナミの帝王》

### 主要电视剧作品
- 《欢乐英雄之少侠外传》（2024年）饰 東瀛刺客
- 《夜莺》（2022年）
- 《传家》（2022年）饰 三浦少將
- 《鬢邊不是海棠紅》（2020年）饰 九條將軍 友情出演
- 《台灣往事 (电视剧)》（2017年）饰 松村利吉警察局長
- 《好家伙 (电视剧)》（2016年）饰 阿部勘治
- 《郵差》（2015年）饰 水谷信夫
- 《二十四道拐》（2015年）饰 大川
- 《鐵在燒》（2015年）饰 高木義人 少將旅團長
- 《烽火雙雄》（2014年）饰 黑田重雄
- 《小寶和老財》（2014年）饰 青田
- 《幸福满楼》（2012年）饰演 茂田 日本企业上司（友情出演）
- 《悬崖》（2012年）饰演 涩谷三郎（友情出演）
- 《大戏法》（2012年）饰演 武藤章 日本魔术师
- 《我是传奇》（2012年）饰演 黑川朔宪兵队队长
- 《节振国传奇》（2011年）饰演 吉田少佐（友情出演）
- 《借枪》（2011年）饰演 加藤敬二宪兵队队长
- 《智者无敌》 （2011年）饰演 云川秀一（友情出演）
- 《川军团血战到底》（2011年）饰演 野岛苍二少佐
- 《雪豹》（2010年）饰演 渡边武队长
- 《杨贵妃秘史》（2010年）饰演 大伴古麻呂日本长官
- 《生死线》（2009年）饰演 渡边淳良设计师
- 《地道英雄》（2008年）饰演 上岛次郎中佐
- 《草原春来早》（2007年）饰演金井章二蒙古国顾问

### 电视节目
- 中国中央电视台（CCTV）的谈话节目「对话」作为日本嘉宾出席。

### 播音主持
- BS12チャンネル「TwellV(トゥエルビ)」的「中国面食之旅」（共16集）
- 日本旅游节目“体验北京”(共16集)

## 文化活動

### 日中文化交流推進会
创立日中文化交流推進会－现任会长 
- 第一回交流会：同北京及周边从事文化交流事业的同僚交换意见，确立了推进会的主旨
- 第二回交流会：集合第一次交流会的成员以及各界媒体，大使馆，学校，交流团体。作为文化交流团体，举行各种讲义。
- 第三回交流会：参加人数扩大增加，不仅包括第二次交流会参加的人数，还增加了中国大学的日语系学员，一般市民等。

- 2008年　在中国日本大使馆、中国国际友人研究会的协助下、进行了日本文化介绍的讲座（一共4次，9个讲座）。
- 2009年 在中国国际友人研究会，中国关系史学会的协助下，举办第二届日本文化讲座 （共5场） 
  - 3月28日 日本流行文化
  - 4月18日 和式点心茶道
  - 5月7日 日本时装文化
  - 5月23日 日本的建筑 设计
  - 6月20日 日本酒 日本料理

### 北京日本舞蹈同好会
- 创立北京日本舞蹈同好会。2008年5月起每周六下午开设日本舞踊教室。学生来自中日两国。

## 其他活动
- 北京日语杂志Super City 5月刊 担任栏目主持
- 通过北京日中大学交流会，介绍日本文化及日本传统舞蹈。
- 2008年北京奥运会日本工作人员指定医院中日友好医院的特邀日语讲座讲师。
- 为北京日本人学校的学生振り付け。结合自己的经验体会，进行了大约一个小时左右的演讲。
- 在北京广播局中央人民广播电台的节目「我在北京」作为外国嘉宾，谈中日文化差异的感受。
- 在日本大使馆文化交流中心及北京第二外国語学院等举行关于日本传统舞蹈的特别讲座。
- 在日本观光振兴机构主持的联谊会表演日本舞蹈。

### 深度采访记录
- 《人脉周刊》2007-2
- 《中国国防报》2009-8

## 其他链接
- 「涩谷天马工作室」（中文）
- 「最爱和平的鬼子 涩谷天马的BLOG」（中文） （页面存档备份，存于）
- 「爱马士-涩谷天马fanclub」（中文） （页面存档备份，存于）
- 「shibuyatenmaのブログ」（日语/英语/中文） （页面存档备份，存于）
- 「微薄: 涩谷天马 V 」（中文）